# آسمان اکتبر
آسمان اکتبر (به انگلیسی: October Sky) یک فیلم بیوگرافی آمریکایی است که در سال ۱۹۹۹ به کارگردانی جو جانسون (به انگلیسی: Joe Johnson) و بازیگری جیک جیلنهال، کریس کوپر ولورا درن ساخته شده است. این فیلم بر اساس داستان واقعی هومر هیکام (به انگلیسی: Homer Hickam)، فرزند یک معدنچی زغال سنگ است، که الهام بخش پرتاب اسپوتنیک-۱ شد.